# Neutronový tok
Neutronový tok, φ, je skalární veličina používaná v jaderné fyzice a reaktorové fyzice. Neutronový tok udává počet neutronů, který projde arbitrárně zvoleným průřezem v jakémkoliv směru v daném čase. Ekvivalentně jej lze definovat jako součin neutronové hustoty a jejich rychlosti. Obvyklá jednotka je cm−2 s−1 (neutrony na centimetr čtvereční za sekundu).
Fluence neutronů je definována jako tok neutronů integrovaný za určité časové období, takže jeho obvyklá jednotka je cm−2 (neutrony na centimetr čtvereční).

## Přírodní tok neutronů
Neutronový tok v asymptotických obřích hvězdách a supernovách je zodpovědný za většinu přirozené nukleosyntézy produkující prvky těžší než železo. Ve hvězdách je relativně nízký tok neutronů v řádu 105 až 1011 cm−2 s−1, což má za následek nukleosyntézu s-procesem (pomalý proces záchytu neutronů). Naproti tomu během supernovy dochází k extrémně vysokému toku neutronů, řádově 10 32 cm−2 s−1, což vede k nukleosyntéze r-procesem (rychlý proces záchytu neutronů).
Zemský atmosférický tok neutronů, zřejmě z bouřek, může dosáhnout úrovní 3·10−2 až 9·10 cm−2 s−1. Nedávné výsledky (původními badateli považované za neplatné) získané s nestíněnými scintilačními neutronovými detektory však ukazují pokles toku neutronů během bouřek. Podle nedávného výzkumu blesky naopak generují 1013 až 1015 neutronů na výboj prostřednictvím fotonukleárních procesů.

## Umělý tok neutronů

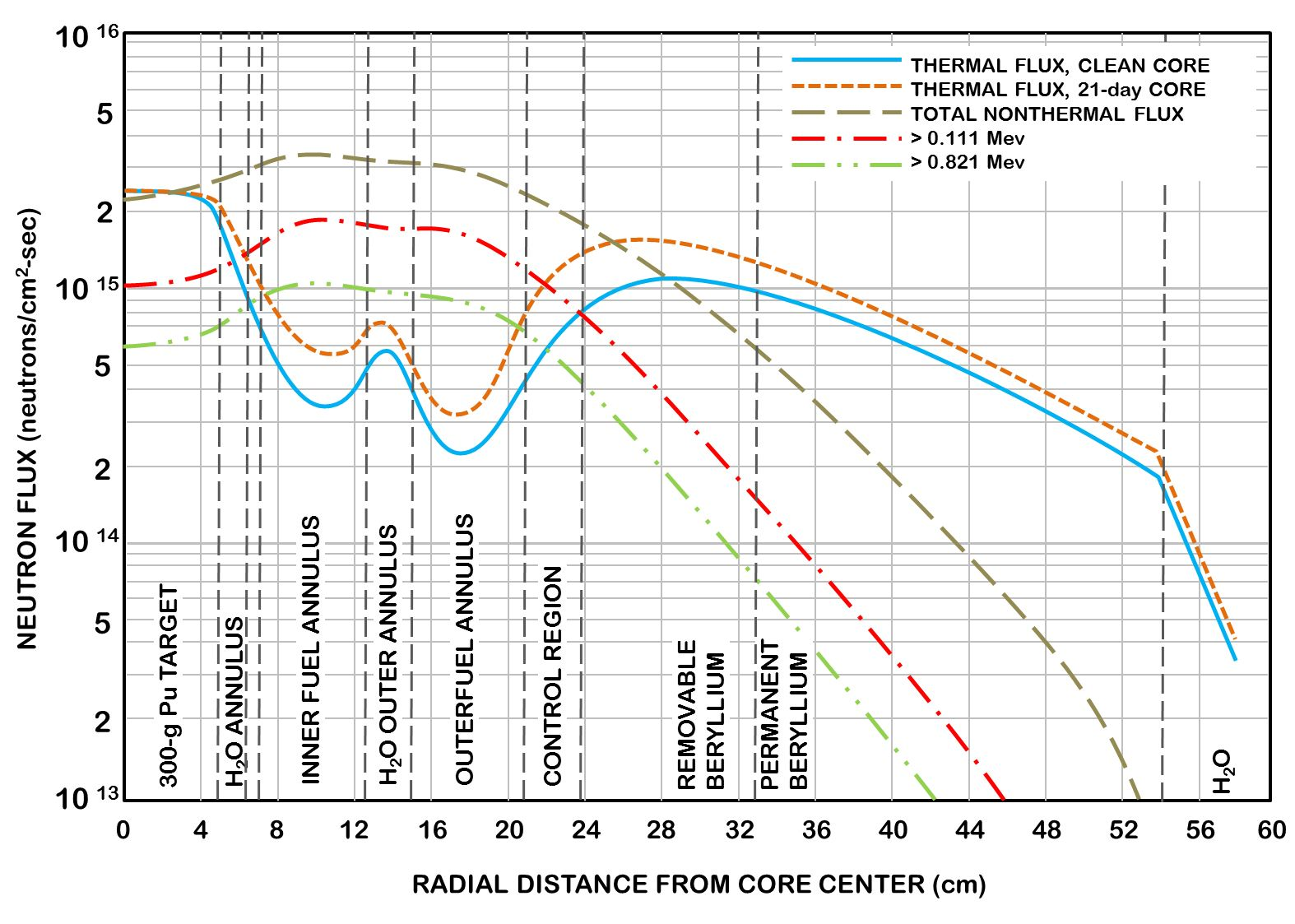
Radiální neutronová distribuce výzkumného reaktoru HFIR

Mezi umělé toky neutronů patří toku neutronů, které jsou vyrobeny člověkem, buď jako vedlejší produkt (například jaderných zbraní nebo jaderné energie), nebo pro konkrétní aplikaci, například z výzkumného reaktoru nebo ze spalační reakce. Tok neutronů se často používá k zahájení štěpení nestabilních velkých jader. Volný neutron může způsobit, že se jádro stane nestabilním, což způsobí jeho rozpad (štěpení) za vzniku stabilnějších produktů. Tento efekt je využíván v štěpných reaktorech a jaderných zbraních.
Uvnitř jaderného štěpného reaktoru je neutronový tok nejdůležitější měřenou veličinou. Distribuce neutronového toku udává neutronový tok v celém objemu reaktoru jako funkci rozměrů. V jaderných reaktorech se nejčastěji měří axiální a radiální distribuce neutronového toku. Typicky nejsilnější neutronový tok nastává uprostřed aktivní zóny reaktoru a směrem k okrajům se snižuje. Kvůli nerovnoměrnému ohřívání paliva je však tento jev kompenzován zvýšeným obohacením paliva na okraji aktivní zóny. Čím vyšší je tok neutronů, tím větší je pravděpodobnost, že dojde k jaderné reakci, protože oblastí prochází více neutronů za jednotku času.

### Fluence neutronů stěny reaktorové nádoby
Reaktorová nádoba typické jaderné elektrárny ( PWR ) vydrží za 40 let (32 plných reaktorových let) provozu fluenci neutronů přibližně 6,5×1019 cm−2 (E > 1 MeV ). Neutronový tok způsobuje, že nádoby reaktoru trpí neutronovým křehnutím.